# エマ・ストルニャク
エマ・ストルニャク（Ema Strunjak、1999年9月24日 - ）は、クロアチアのバレーボール選手。ポジションはミドルブロッカー。クロアチア代表。

## 来歴
- クラブチーム

ザプレシチ出身。2013年、HAOK Mladost Zagrebへ入団。4年間在籍し、クロアチア国内リーグで優勝2回、準優勝2回を経験した。2017年7月、イタリアセリエA1のバレー・ベルガモへ移籍し、中心選手として活躍。2018/19シーズンも同チームと契約を更新し、セリエA1リーグで9位となった。2019年9月、セリエA1のBartoccini Fortinfissi Perugiaに加入し、1年間プレーした。2020年5月、ハンガリーのVasas Óbudaへ移籍するこが発表され、2020/21シーズンのハンガリーエクストラリーグで3位となった。2021年9月、Békéscsabai Röplabda SEへ移籍し、2021/22シーズンのハンガリーエクストラリーグで準優勝、ハンガリーカップで3位となった。2022年9月、トルコのベシクタシュとの契約が発表され、1年間プレーした。2023年8月、トルコ1部リーグのKarayolları Spor Kulübüへ移籍し、2023/24シーズンのトルコリーグに出場した。2024年7月、2024/25シーズンはサリエル・ベレディイェスポルでプレーすることが決まった。
- 代表チーム

アンダーカテゴリーの代表として2016年、U-19欧州選手権に出場。同年にシニア代表に初選出され、ワールドグランプリでデビューした。2017年、欧州選手権に出場した。2021年、ヨーロッパリーグで銀メダルを獲得した。2022年、チャレンジャーカップで優勝した。同年10月の世界選手権に出場した。2023年、ネーションズリーグに出場した。

## 球歴
- 世界選手権 - 2022年
- 欧州選手権 - 2017年、2021年、2023年
- ネーションズリーグ - 2023年
- チャレンジャーカップ - 2019年、2022年、2023年
- ワールドグランプリ - 2016年、2017年

## 所属クラブ
- HAOK Mladost Zagreb（2013-2017年）
- バレー・ベルガモ（2017-2019年）
- Bartoccini Fortinfissi Perugia（2019-2020年）
- Vasas Óbuda（2020-2021年）
- Békéscsabai Röplabda SE（2021-2022年）
- ベシクタシュ（2022-2023年）
- Karayolları Spor Kulübü（2023-2024年）
- サリエル・ベレディイェスポル（2024-）